# Sonata per a piano núm. 4 (Mozart)
La Sonata per a piano núm. 4 en mi bemoll major, K. 282 (K. 189g) és una obra de Wolfgang Amadeus Mozart composta cap a l'any 1774. La data exacta de la seva creació és discutida; com les anteriors sonates, podria haver estat escrita durant l'hivern a Múnic amb motiu de la producció de la seva òpera La finta giardiniera. Però alguns especialistes proposen que tingui el núm. 5, ja que opinen que els dos primers moviments els hauria compost ja de retorn a Salzburg.

## Moviments
Consta de tres moviments:
1. Adagio
2. Menuetto I-II
3. Allegro

El primer moviment, en algunes ocasions, tenia la indicació Allegro, fet bastant incomprensible vist el caràcter de la peça. Els dos minuets varen ser retocats posteriorment; això es veu clarament a la segona part del primer minuet on el tema passa a la mà esquerra, una disposició tècnica que Mozart no havia utilitzat fins a l'any anterior. En el darrer moviment s'observa la influència de Haydn, sobretot en el breu desenvolupament.